# Robertas Žalys
Robertas Žalys (1965. szeptember 25. –) litván válogatott labdarúgó.

## Mérkőzései a litván válogatottban
| #  | Dátum               | Ellenfél      | Eredmény | Kiírás                            | Esemény |
| -- | ------------------- | ------------- | -------- | --------------------------------- | ------- |
| 1. | 1992. október 14.   | Szlovákia     | 0 – 1    | nem-hivatalos barátságos mérkőzés |         |
| 2. | 1994. május 25.     | Csehország    | 3 – 5    | barátságos mérkőzés               | 56' 73' |
| 3. | 1994. július 29.    | Észtország    | 3 – 0    | Balti-kupa                        | 63'     |
| 4. | 1994. július 31.    | Lettország    | 1 – 0    | Balti-kupa                        | 85'     |
| 5. | 1994. augusztus 17. | Svédország    | 2 – 4    | barátságos mérkőzés               | 46'     |
| 6. | 1997. február 14.   | Lengyelország | 0 – 0    | barátságos mérkőzés               |         |
| 7. | 1997. február 15.   | Lettország    | 0 – 1    | barátságos mérkőzés               |         |
| 8. | 1997. február 17.   | Ciprus        | 0 – 1    | barátságos mérkőzés               |         |

## Sikerei, díjai
Litvánia:
- Balti-kupa: 1994

## Fordítás
- Ez a szócikk részben vagy egészben  a   Robertas Žalys című litván Wikipédia-szócikk fordításán alapul.  Az eredeti cikk szerkesztőit annak laptörténete sorolja fel. Ez a jelzés csupán a megfogalmazás eredetét és a szerzői jogokat jelzi, nem szolgál a cikkben szereplő információk forrásmegjelöléseként.